# Eric Wrangel
Eric Wrangel, friherre af Lindeberg, född 9 augusti 1686 i Stockholm, död 18 januari 1765 på Lagnö säteri i Södermanland, var ett svenskt riksråd, även verksam som vitterförfattare.

## Biografi
Han var son till kornetten, friherre Carl Adolf Wrangel af Lindeberg och friherrinnan Ingeborg Fleming af Lais och från 1720 gift med Elisabet von Rosen. Efter avslutade studier i Uppsala reste han utrikes och kom till London, där han 1710 på Carl Gyllenborgs förslag anställdes som kommissionssekreterare (varpå han 1712 erhöll Karl XII:s fullmakt). År 1714 reste han hem för att få ut sin lön, men lyckades ej på grund av penningbristen och kunde därför ej återvända till England. Han vann emellertid Karl XII:s förtroende, åtföljde 1718 Georg Heinrich von Görtz som sekreterare till kongressen på Åland och utnämndes samma år till lagman och ordningsman i Skaraborgs läns lagsaga. Då dessa båda nyskapade platser indrogs efter Karl XII:s död, blev han en tid utan tjänst, men var verksam vid riksdagarna och utnämndes 1720 till kansliråd. Till en början drogs till det holsteinska partiet, men anslöt sig vid brytningen mellan detta och Arvid Horn till den senare. År 1727 blev han dock landshövding i Skaraborgs län och 1729 transporterades han till Närkes och Värmlands län.
Trots att han ej avgjort tillhörde hattpartiet, blev Wrangel, mot sin egen vilja, riksråd vid dettas seger 1739. I rådet motsatte han sig den äventyrliga krigspolitiken, trots att han utsetts att biträda den avdelning av Sekreta utskottet, det så kallade secretissimum, som förberedde 1741 års ryska krig. Under hattarnas trångmål vid 1742 års riksdag med anledning av krigets snöpliga utgång anmodades han av sin vän Carl Gyllenborg att söka förlika partierna, men misslyckades. När Adolf Fredrik valts till tronföljare, blev Wrangel 1743 medlem av den beskickning, som sändes att föra honom till Sverige. Omedelbart före avresan hade han, trött på partistriderna, begärt avsked från riksrådsämbetet; det beviljades, men ständerna uttryckte dock sin önskan, att han skulle kvarstanna, och med anledning därav nedlade han ämbetet först 1744. År 1748 undanbad han sig Serafimerorden; 1762 erhöll han av ständerna utan sin begäran pension.

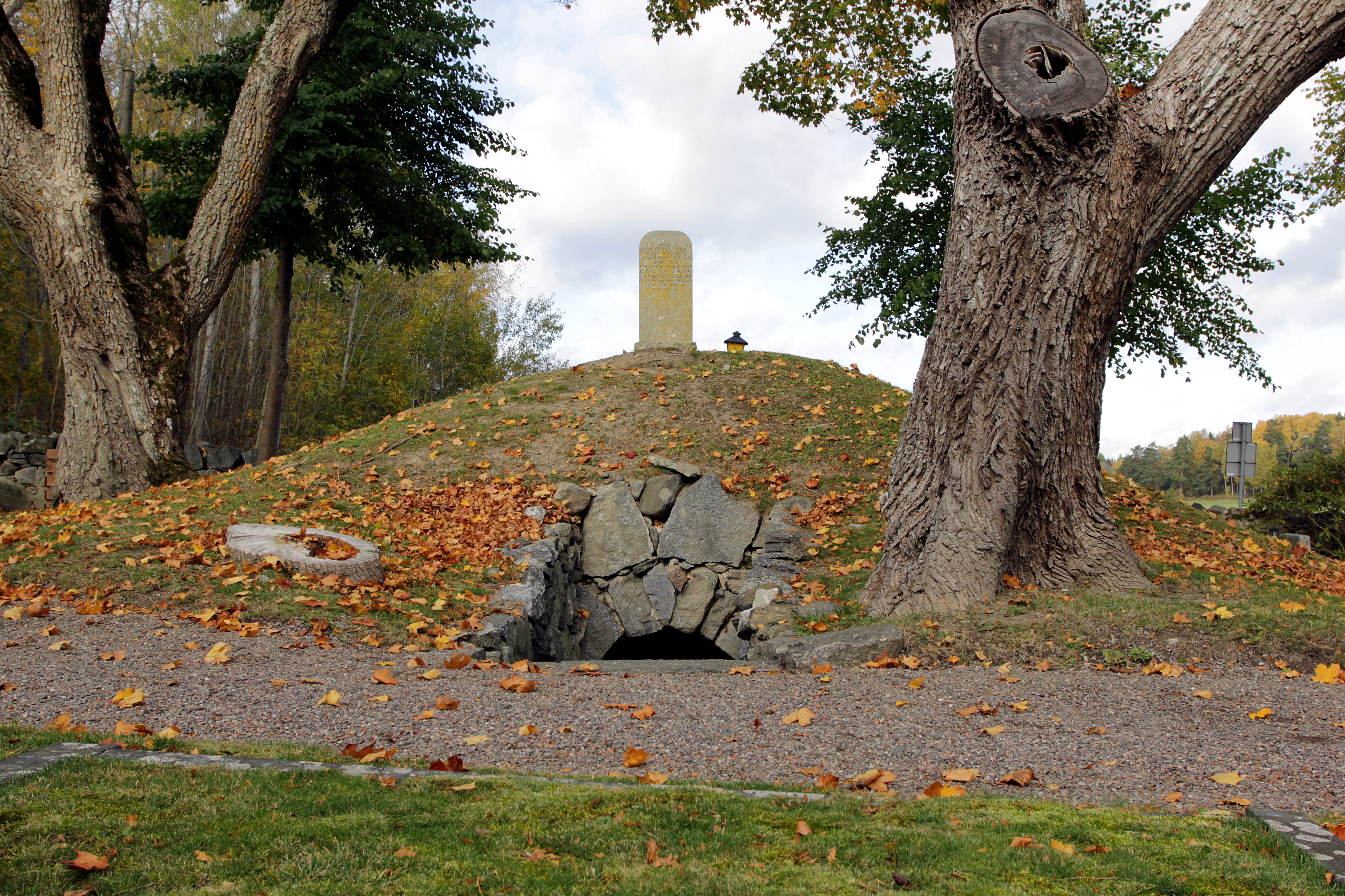
Wrangels gravkammare på Aspö kyrkogård.

Wrangel uppträdde även som författare både i lanthushållning, till exempel med Rön om tufvor på sanka ängar (i Vetenskapsakademiens Handlingar 1740), och i vitterhet. Av hans vittra arbeten kan nämnas hans översättning av Phædri fabler i svenska rijm öfversatte (1736), samt pjäserna Fröken Snöhvits tragædia (uppförd 1737; tryckt 1739), Torilla eller Regner och Svanhvita tragædia (uppförd 1738; tryckt 1739) och Missförståndet i kärleken; en commoedie (1748).
Wrangel blev 1743 ledamot av Vetenskapsakademien. På hans initiativ började marmorbrotten i Kolmården att bearbetas. Enligt hans förordnande nedlades i hans grav på Aspö kyrkogård en del handlingar, vilka fick öppnas först 1835. De rörde endast familjeförhållanden. Hans självbiografi är tryckt i "Handlingar rörande Skandinaviens historia" (XXVI). Vid sidan av sin ämbetsmannakarriär var han verksam som tecknare och finns representerad vid Lunds universitetsbibliotek med ett porträtt av orientalisten Jacob Jonas Björnståhl.